# 錢紹武
錢紹武（1928年4月—2021年6月9日），男，江蘇無錫人，中國雕塑家、國畫家、書法家、美術教育家、理論家。

## 生平
1947年考入國立北平藝術專科學校。1951年畢業留校任教。1959年畢業於蘇聯列賓美術學院。後任中央美術學院教授、雕塑系主任，又為清華大學教授、中國國家畫院雕塑院院長、清華大學錢紹武藝術院院長，中國美術家協會雕塑委員會委員等。
2003年，錢紹武受聘為江南大學的客座教授。同年，江南大學建造「錢紹武藝術館」。錢紹武捐贈雕塑作品及素描書畫作品七十餘件。
2011年，錢紹武及其夫人何玲決定將所有藝術作品包括雕塑、書法、國畫、素描等近一千件藝術品及其他財產無償捐贈予清華大學。清華大學則承諾永久保存並展示該批藝術作品，並建設「錢紹武藝術館」專館保存。清華大學另設立「錢紹武藝術研究院」進行中國藝術的理論研究。

## 家庭
妻子何玲。舅舅朱士傑为油畫家。

## 作品

### 出版書籍
錢紹武出版有《素描與隨想》、《素描人體選集》，並發表有《賞心論》、《雕刻之美》、《亨利·摩爾方法初探》等論文。

### 雕塑作品
錢紹武的雕塑作品為博物館和美術館及兩岸三地私人藏家廣泛收藏。
《大路歌》藏於中國革命博物館收藏。
《江豐頭像》獲第6屆全國美展銀質獎章，藏於中國美術館收。
《李大釗紀念碑》建於河北省唐山市大釗公園。
《觀音像》現藏於台灣炎黃藝術館。
《寒山寺張繼楓橋夜泊》現藏於寒山寺楓橋文物陳列館。

## 命名事物
江南大學建有「錢紹武藝術館」。清華大學則建設有「錢紹武藝術館」專館及「錢紹武藝術研究院」。